# XII distrito de París
El XII distrito de París (12.° distrito de París), también conocido como distrito de Reuilly, es uno de los 20 distritos de París, Francia. Situado en la margen derecha del Sena, limita al oeste con el IV distrito; al norte con el XI y XX, y al sur con el Sena y el XIII.
El distrito ha sido reorganizado en los últimos decenios, especialmente en las áreas de Cours-Saint-Emilion y Bercy, que ahora albergan el Ministerio de Finanzas francés y el Palais Omnisports de Paris-Bercy. El XII distrito alberga también la Ópera de la Bastilla, la segunda ópera más grande de París. Fue inaugurada en 1989, en el 200 aniversario de la toma de la Bastilla. También se encuentra en este distrito el Bosque de Vincennes. 

## Administración

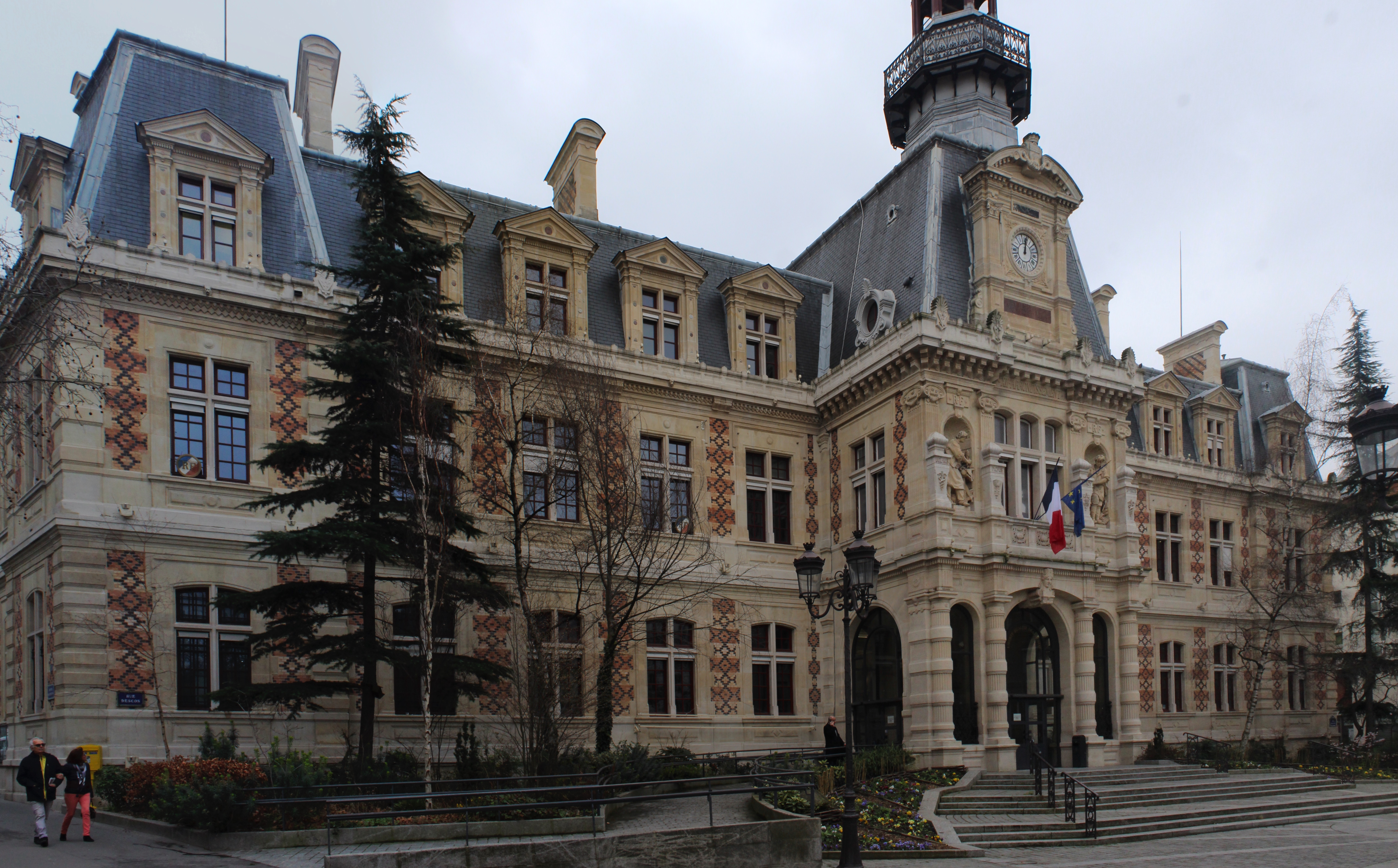
Alcaldía del XII distrito de París.

El distrito está dividido en cuatro barrios:
- Barrio Bel-Air
- Barrio de Picpus
- Barrio de Bercy
- Barrio de Quinze-Vingts

Su alcaldesa actual es Emmanuelle Pierre-Marie (PS). Fue elegida en 2020 por seis años.

## Geografía
La superficie de este distrito es de 16,324 km², dos tercios de los cuales consisten en el parque del Bosque de Vincennes. Excluyéndolo, su superficie es 6,377 km².

## Demografía
El pico de población del XII distrito de París se produjo en 1962 y fue seguido por tres décadas de declive. Recientemente, sin embargo, la población ha comenzado a crecer de nuevo, debido a la reestructuración de la década de 1990. Según el último censo, en 1999 la población era de 136.591 habitantes. El mismo censo mostró que en el distrito, muy involucrado en la actividad empresarial, figuran 112.336 puestos de trabajo, principalmente en el nuevo barrio de Bercy.
| Año (censo nacional)     | Población | Densidad (hab. por km²) |
| ------------------------ | --------- | ----------------------- |
| 1872                     | 87 678    | 13 749                  |
| 1954                     | 158 437   | 24 845                  |
| 1962 (pico de población) | 161 574   | 25 337                  |
| 1968                     | 155 982   | 24 460                  |
| 1975                     | 140 900   | 22 095                  |
| 1982                     | 138 015   | 21 643                  |
| 1990                     | 130 257   | 20 426                  |
| 1999                     | 136 591   | 21 419                  |
| 2005                     | 138 300   | 21 687                  |

## Lugares de interés

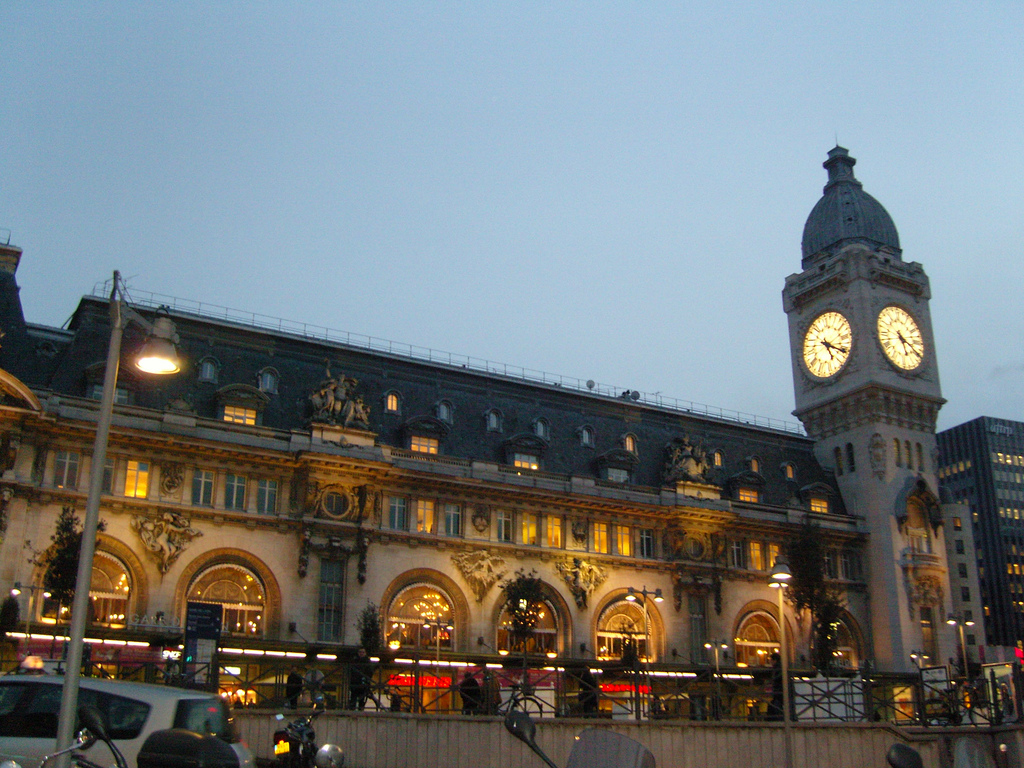
Estación de París Lyon.

- Ópera
  - Ópera de la Bastilla

- Museos : 
  - Musée des Arts Forains
  - Palais de la Porte Dorée
  - Filmoteca francesa

- Estaciones de trenes :
  - Estación de Paris Lyon

- Parques y bosques : 
  - Parc du licorne
  - Bsque de Vincennes
  - Parque floral de París

- Cementerios :
  - Cimetière de Picpus

- Recintos multiuso
  - Palais Omnisports de Paris-Bercy

- Zoo
  - Parque Zoológico de París

- Puentes
  - Pasarela Simone de Beauvoir
  - Viaduc des arts
  - Puente Charles de Gaulle
  - Puente de Tolbiac
  - Puente amont
  - Viaducto de Austerlitz
  - Puente de Austerlitz

## Principales calles
- Plaza de la Bastilla (compartida con el IV y XI distritos)
- Plaza de la Nación (compartida con el XI distrito de París)
- Faubourg Saint-Antoine
- Bulevar Periférico (de forma parcial).
- Bulevar Diderot
- Calle de Charenton

## Habitantes ilustres
En este distrito de París tuvieron su residencia el estadista Nicolas Fouquet, el marqués Bernard-René Jordan de Launay, el general Pierre Daumesnil, el escritor Georges Courteline, los pintores Maurice Boitel y Daniel du Janerand, el político Roger Frey y el cardenal Jean-Marie Lustiger.